# Leczenie głupoty

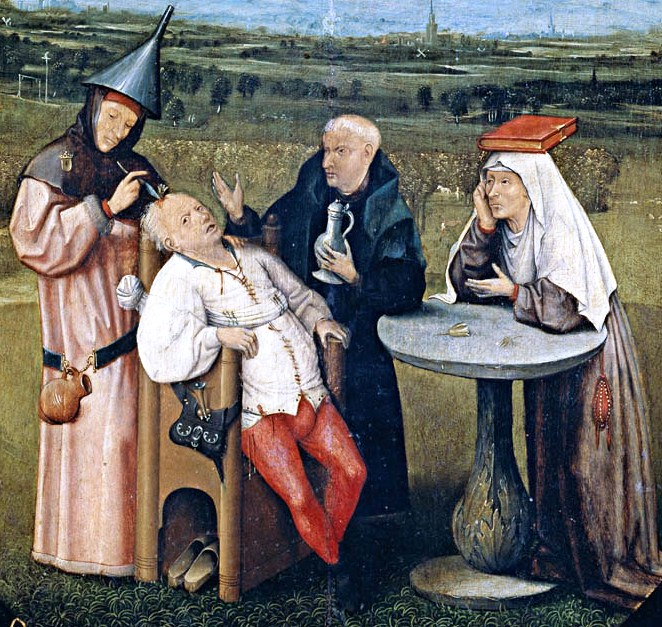
Leczenie głupoty (fragment)

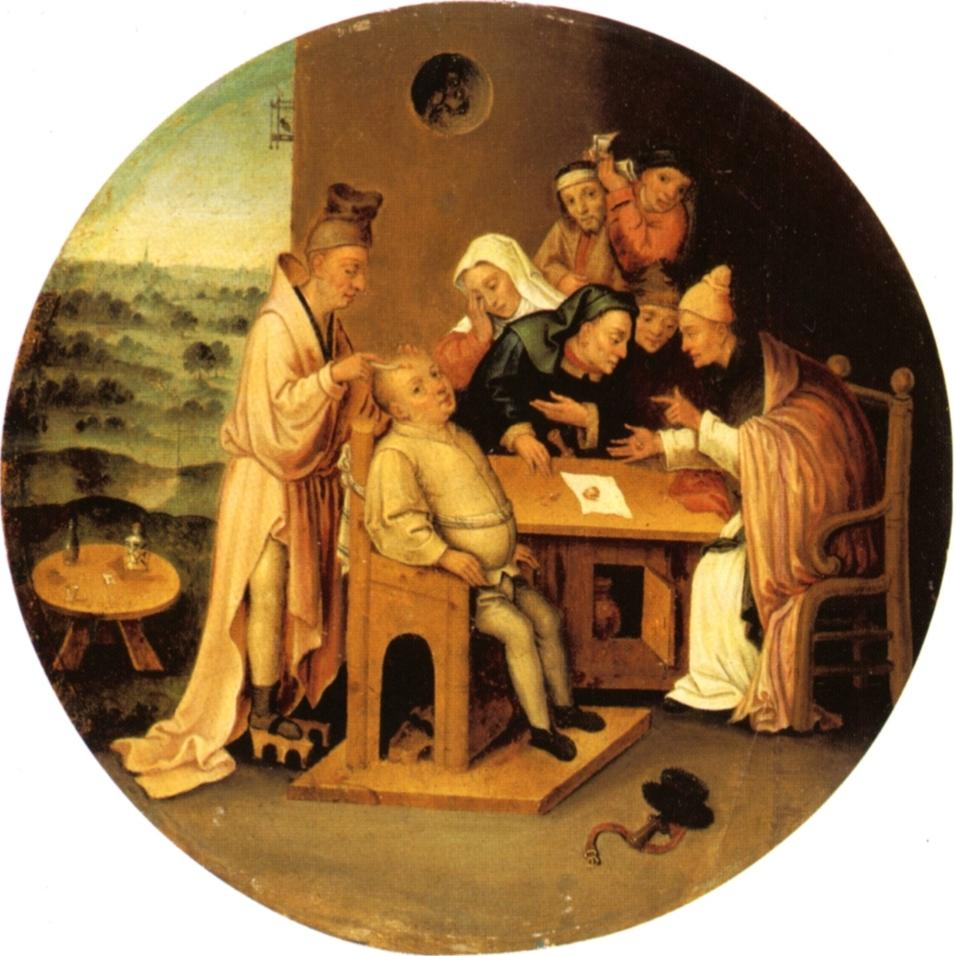
Wycinanie kamienia (naśladowca Boscha, ok. 1550)

Leczenie głupoty lub Wycięcie kamienia głupoty, (niderl. De keisnijding) – alegoryczny obraz przypisywany Hieronimowi Boschowi, znajdujący się obecnie w muzeum Prado w Madrycie; jeden z pierwszych przykładów świeckiej sceny rodzajowej w malarstwie europejskim. 
Dzieło z pewnością jest owocem warsztatu Boscha z udziałem artysty. Świadczą o tym niezgrabne, pozbawione wyrazu postacie biorące udział w scence. Widoczny w tle rozległy równinny krajobraz, bez skalistych kulis i załamywania perspektywy, namalowany w oparciu o zasady perspektywy powietrznej, przypominający bardzo pejzaż z Pokłonu Trzech Króli – bezsprzecznie jest autorstwa samego Boscha. 

## Opis obrazu
Temat obrazu  odnosi się do hipotetycznej procedury medycznej wykonywanej przez europejskich znachorów w XV wieku polegającej na trepanacji czaszki chorego na głupotę (także szaleństwo) i wydobycie z jej środka kamienia szaleństwa', uważanego za przyczynę szaleństwa lub opóźnienia umysłowego pacjenta.
W górnej i dolnej części widnieje przesadnie dekoracyjny napis zapisany pismem gotyckim w języku niderlandzkim:
Meester snijt die keye ras, Mijne name Is lubbert das, 
co znaczy:
Mistrzu, wytnij ten kamień raz, nazywam się Lubbert Das.
Określenie „lubbert das” („wykastrowany borsuk”), było często używanym określeniem na odznaczających się nadzwyczajną głupotą komicznych bohaterów dawnej literatury holenderskiej.
Hieronim Bosch przedstawił człowieka poddawanego takiemu zabiegowi. Pacjent siedzi na krześle poddając się praktykom znachora-chirurga, noszącego na głowie lejek. Powszechnie uważa się, że jest mało prawdopodobne, by ów lejek symbolizował mądrość; sądzi się raczej, że jest on symbolem głupoty. W tamtych czasach uważano, że choroby umysłowe są spowodowane brakiem płynu w mózgu, płynu uważanego za olej, który można łatwo wlać do komory czaszkowej przy pomocy lejka. Taki olej znajduje się w dzbanie przywieszonym do pasa chirurga-szarlatana.
Tuż obok pacjenta przy kamiennym stoliku stoją dwie postacie: duchowny  trzymający dzbanek z winem oraz zakonnica z księgą na głowie – ta postać symbolizuje prawdopodobnie mądrość i rozsądek. Obydwoje jednak przyzwalająco obserwują znachorskie praktyki. Usuwany kamień jest w rzeczywistości kwiatem, co ma symbolizować nadmierne żądze seksualne, z których widocznie ów nieszczęśnik był leczony; cięty kwiat był wówczas popularnym symbolem rozpusty i miłości.

## Historia dzieła
Obraz niejednokrotnie zmieniał właścicieli. Był w posiadaniu biskupa Utrechtu w l. 1516-1524 - Filipa Burgundzkiego, znanego mecenasa sztuki, a w 1524 roku został odnotowany w inwentarzu zamku Duurstede. Następnie należał do hiszpańskiego humanisty Filipe de Guevary, znawcy i kolekcjonera dzieł Boscha, który sprzedał go w 1570 królowi Hiszpanii Filipowi II.